# Klášter Podolínec
Klášter Podolínec je klášter redemptoristů, dříve piaristický klášter, s kostelem svatého Stanislava, slovenská národní kulturní památka, v Podolínci. V klášteře je noviciát redemptoristů, laické misijní společenství Řeka Života, školy a dětský domov.

## Historie
Římskokatolický Kostel sv. Stanislava a piaristický klášter je raně barokní komplex z let 1642–1648. Komplex kláštera založil Stanislav Ľubomírský, správce spišských měst v polské zástavě. Autorem projektu je italský stavitel Bartoloměj, komplex dostavěl vídeňský stavitel Pochsberger. Od roku 1642 do roku 1919 zde byli piaristé. Od roku 1922 byli, na pozvání spišského biskupa Ján Vojtaššák, redemptoristé. V dubnu 1950 došlo během Akce K v okolí soustřeďovacího tábora pro řeholníky k demonstraci místních obyvatel, kteří byli upozorněni na obsazování kláštera vyzvánějícími zvony. Došlo k bití demonstrantů a jejich zatýkání. Došlo k ničením vzácných rukopisů, náboženských předmětů a obrazů. Potom zde byl zřízen internační tábor pro cca 650 kněží a řeholníků. Od srpna 1956 do prosince 1961 zde bylo internováno 350 řeholnic. Od roku 1962 byly v budovách kláštera umístěny školy. Po listopadu 1989 se redemptoristé do kláštera vrátili. V klášteře je od roku 1993 též noviciát.

## Popis
Klášterní komplex tvoří centrálně umístěný klášterní kostel lemovaný dvoupodlažními klášterními budovami s vnitřním nádvořím na obou stranách. Severní nádvoří bylo hospodářským dvorem kláštera, jižní rajským dvorem. Nároží kláštera jsou ukončena věžemi se stanovými střechami. Kostel sv. Stanislava je jednolodní stavba s pravoúhlým ukončením presbytáře a dvojicí věží tvořících součást její hmoty. Interiér je zaklenutý valenou klenbou s lunetami. Nachází se zde hodnotné barokní zařízení. Hlavní oltář sv. Stanislava je barokní z roku 1688. Tvoří jej deset metrů vysoký barokní obraz od neznámého autora. Dále se v interiéru nacházejí barokní boční oltáře, oltář Panny Marie z druhé třetiny 18. století, oltář sv. Kříže ze stejného období, oltář sv. Filipa Neri z roku 1763 a oltář sv. Kateřiny Alexandrijské ze šedesátých let 18. století. Kazatelna je pozdně barokní, z roku kolem 1763.[9] Průčelí kostela je trojetážové s dominantním rizalitem. Ve spodní části dekorované bosáží, ve střední úrovni je lemováno pilastry. Horní úroveň je lemována pilastry a výraznými volutami a ukončena trojúhelníkovým štítem s tympanonem. Uprostřed horního pole je dekorativní kovaný balkon. Věže mají nárožní bosáže, ukončeny jsou korunními římsami s terčíky a barokními helmicemi s laternami. Pod kostelem jsou umístěny krypty.